# 몽골계 미국인
몽골계 미국인(Mongolian American)은 몽골에 기원을 둔 미국인들을 지칭하는 말이다.

## 같이 보기

### 일반 주제
- 몽골족
- 아시아계 미국인

### 관련 공관
- 주몽골 미국 대사관